# ليكسي فيني
ليكسي فيني (بالإنجليزية: Lexie Feeney)‏ هي نبالة أسترالية، ولدت في 3 يوليو 1989.

## وصلات خارجية
- ليكسي فيني على موقع الاتحاد الدولي للرماية بالسهام (الإنجليزية)
- ليكسي فيني على موقع أوليمبيديا (الإنجليزية)
- ليكسي فيني على موقع اللجنة الأولمبية الأسترالية (الإنجليزية)
- ليكسي فيني على موقع اتحاد ألعاب الكومنولث (مؤرشف) (الإنجليزية)